# De Tomaso
De Tomaso est un constructeur automobile italien spécialisé dans les voitures de sport et de compétition, fondé en 1959 à Modène par l'Argentin Alejandro de Tomaso (1928-2003).
À l'origine, De Tomaso produit différents prototypes de voitures de course, dont une Formule 1 pour l'équipe de Frank Williams en 1970.

## Les voitures sportives
Le premier modèle De Tomaso destiné à la route fut la Vallelunga, présentée en 1964. Cette impressionnante voiture sportive dessinée par la Carrozzeria Fissore, dotée d'un moteur Ford Cortina de 78 kW (106 ch), atteignait la vitesse maximale de 215 km/h. La Vallelunga fut construite autour d'un châssis-poutre en acier, type de châssis qui restera la marque technologique du constructeur.
Le deuxième modèle fut la Mangusta, dessinée par Giorgietto Giugiaro et produite de 1968 à 1970. Cette voiture est équipée d'un V8 Ford de 4,7 litres. Le nom fut choisi car la mangouste est l'ennemi du cobra, qui fait référence ici à l'AC Cobra, autre voiture européenne nantie d'un moteur Ford. Le patronyme de ce modèle fut repris en 2000 quand le concept car De Tomaso Bigua devint la Qvale Mangusta, après une dispute entre De Tomaso et son partenaire Qvale.
Mais c'est la Pantera dessinée par Tom Tjaarda, produite de 1971 au milieu des années 1990 et dotée d'un V8 de 5,8 litres Ford Cleveland développant 330 ch, qui fera la réputation de la marque, notamment sur le marché américain.
De Tomaso produira son dernier modèle, nommé Guarà, de 1993 à 2004.

## Mort et résurrection
Dans les années 1990, l'entreprise De Tomaso connaît de lourdes difficultés financières et doit se séparer successivement des constructeurs automobiles Innocenti et Maserati puis de la marque de Motocyclettes Moto Guzzi. La marque en est réduite, pour pouvoir survivre, à assembler des véhicules pour d'autres constructeurs, notamment le 4x4 Simbir du constructeur russe UAZ, et ne produit qu'une toute petite quantité de Guarà (coupés ou barquettes) jusqu'en 2004.
Alejandro de Tomaso meurt en mai 2003 ; la société est placée en liquidation judiciaire à peine un an plus tard.
En 2009, alors que la raison sociale n'avait précédemment trouvé aucun acheteur lors d'une vente aux enchères quelques mois plus tôt, Gian-Mario Rossignolo, ancien président de Telecom Italia, annonce son intention de relancer la marque en partenariat avec Pininfarina.
En mars 2015, L3 Holding et la société Genii Capital de Gérard Lopez, homme d'affaires investi dans le monde du sport et propriétaire entre autres de l'écurie de course Lotus F1 Team depuis 2009, annoncent leur intention de racheter la marque. Mais c'est finalement un consortium de constructeurs automobiles chinois — Consolidated Ideal TeamVenture — qui acquiert en avril 2015 les droits de la marque De Tomaso, pour un peu plus d'un million d'euros . Cette société vise dans un premier temps le marché chinois.
En juillet 2019, De Tomaso présente la P72 au Festival de vitesse de Goodwood, à l'occasion des 60 ans de la marque.

## Identité visuelle

Logos De Tomaso
Logo de 1959 à 2004
Logo de 2009 à 2011
Logo depuis 2019

Le premier logo imaginé en 1959 s'inspire du signe représentant la déesse égyptienne Isis, en hommage à la femme d'Alejandro de Tomaso, Isabella. On dit aussi que c'était le symbole dont il marquait ses vaches dans son ancien ranch aux États-Unis. D'origine argentine, on retrouve les couleurs du drapeau national argentin sur le logotype du constructeur.
En 2009, la marque opte pour un emblème plus simple, formé de deux « D » entrelacés formant un « T », les deux initiales de la marque.
Pour sa relance, en 2019, la marque arbore une version modernisée du logo de 1959, avec retour des couleurs nationales argentines.

## Galerie

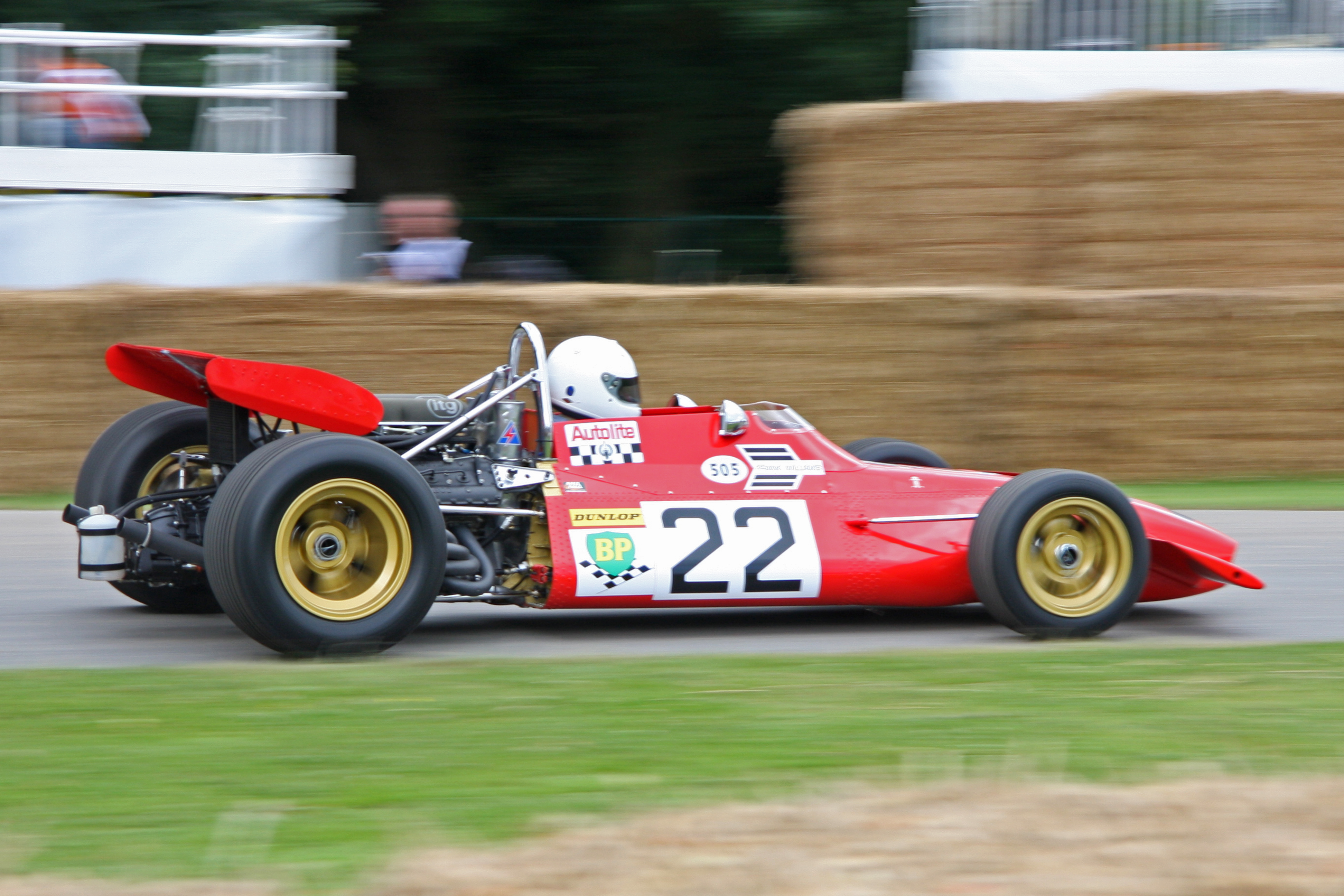
De Tomaso-Cosworth Tipo 505 F1 engagée par Frank Williams lors de la saison 1970
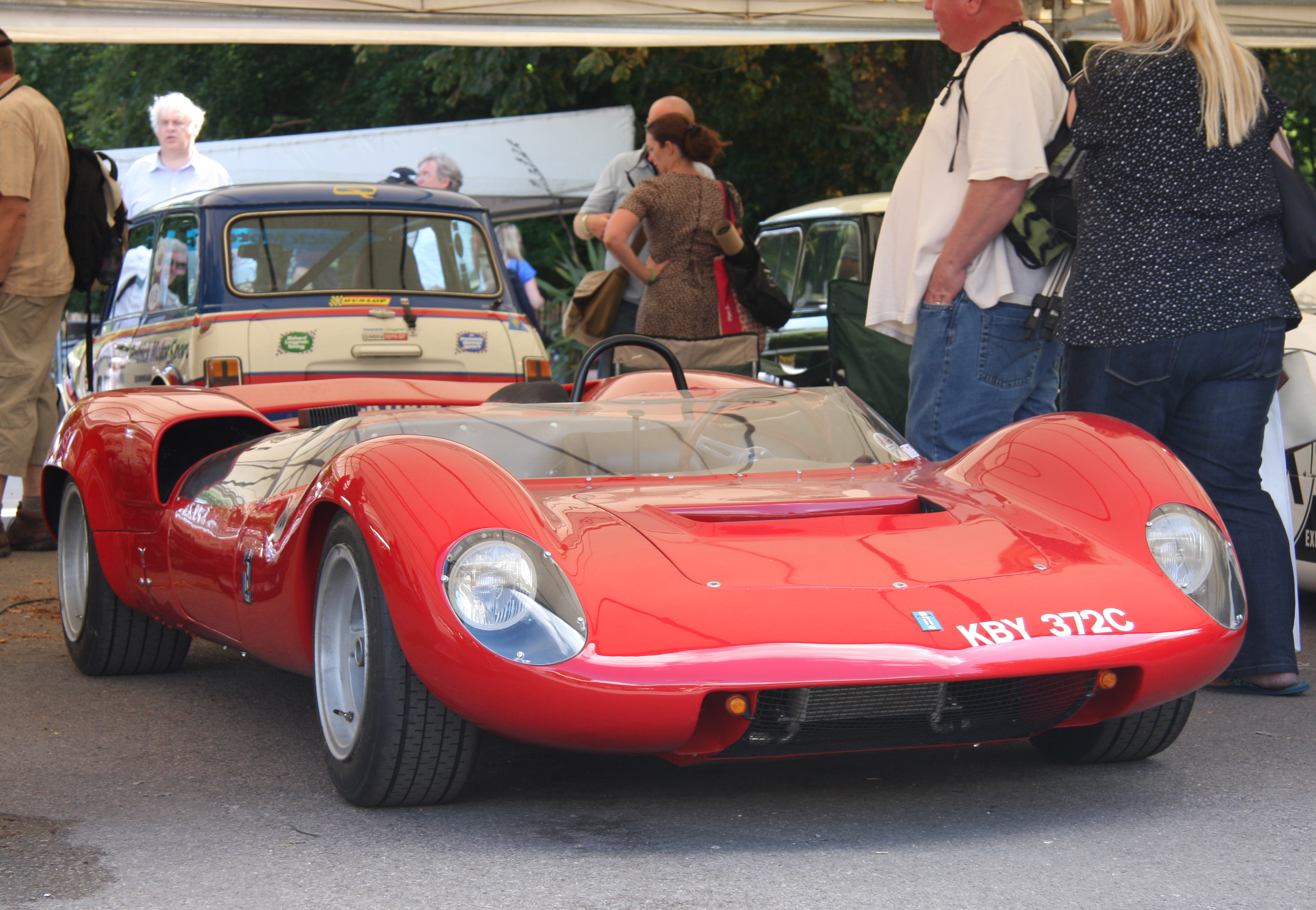
De Tomaso-BRM Sport 1000
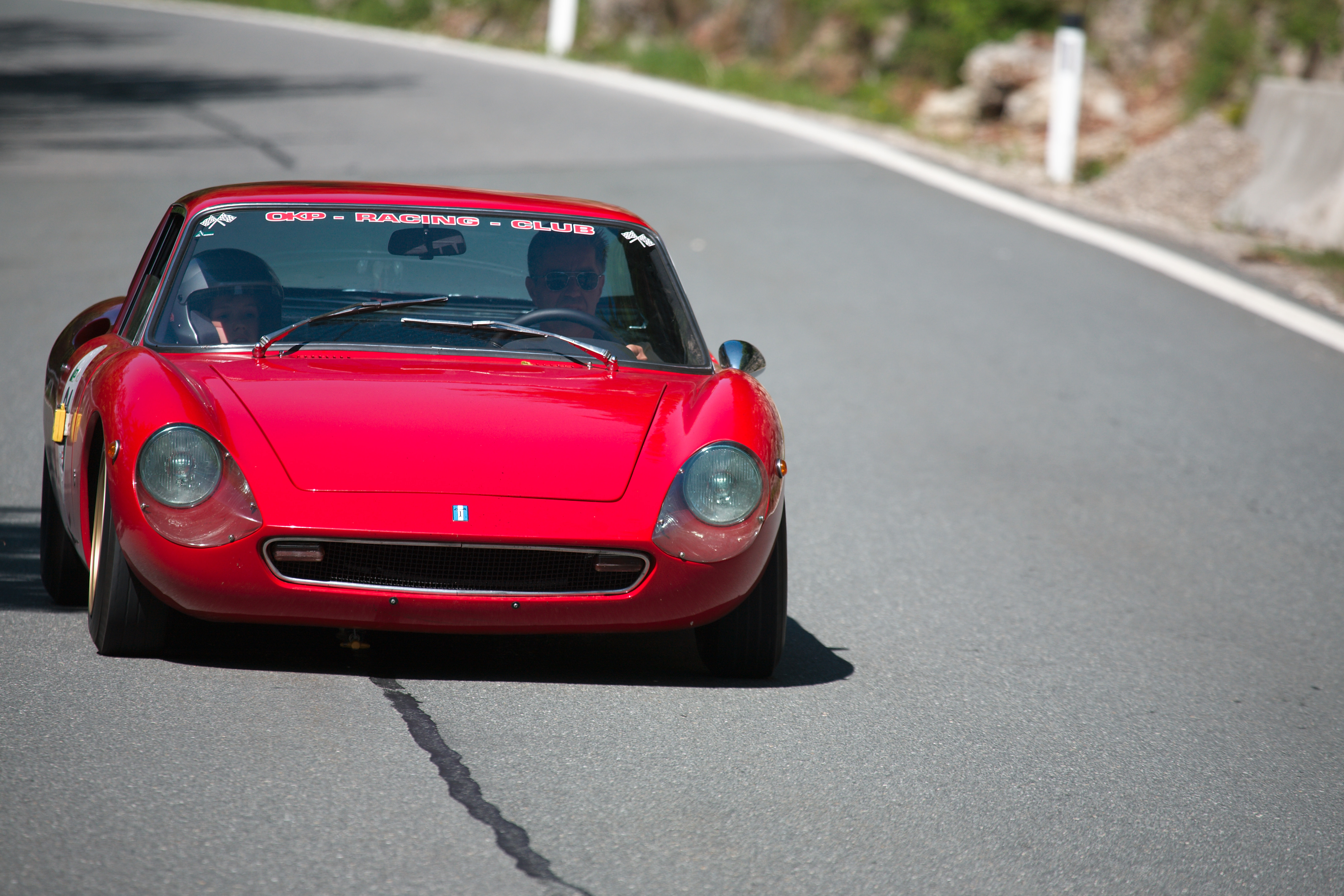
De Tomaso Vallelunga
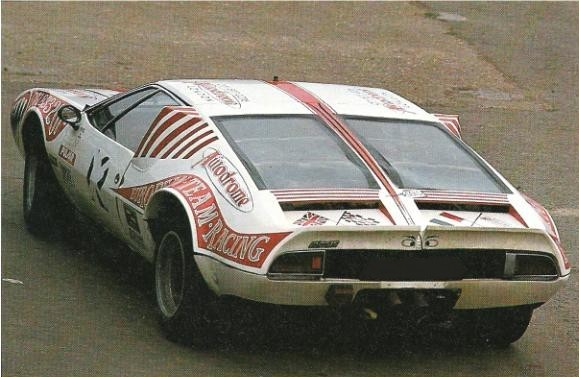
De Tomaso Mangusta
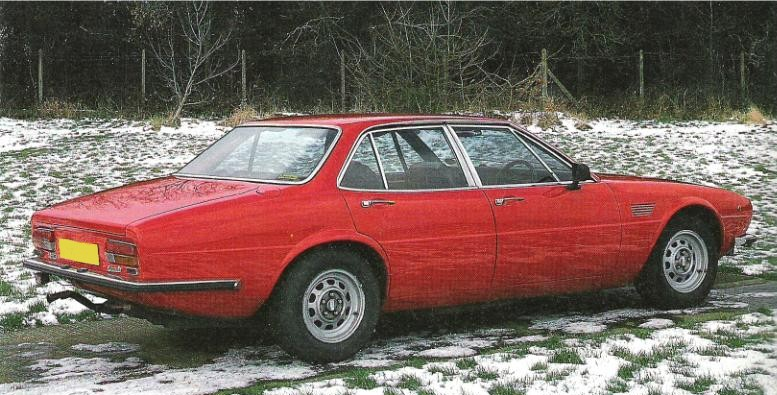
De Tomaso Deauville
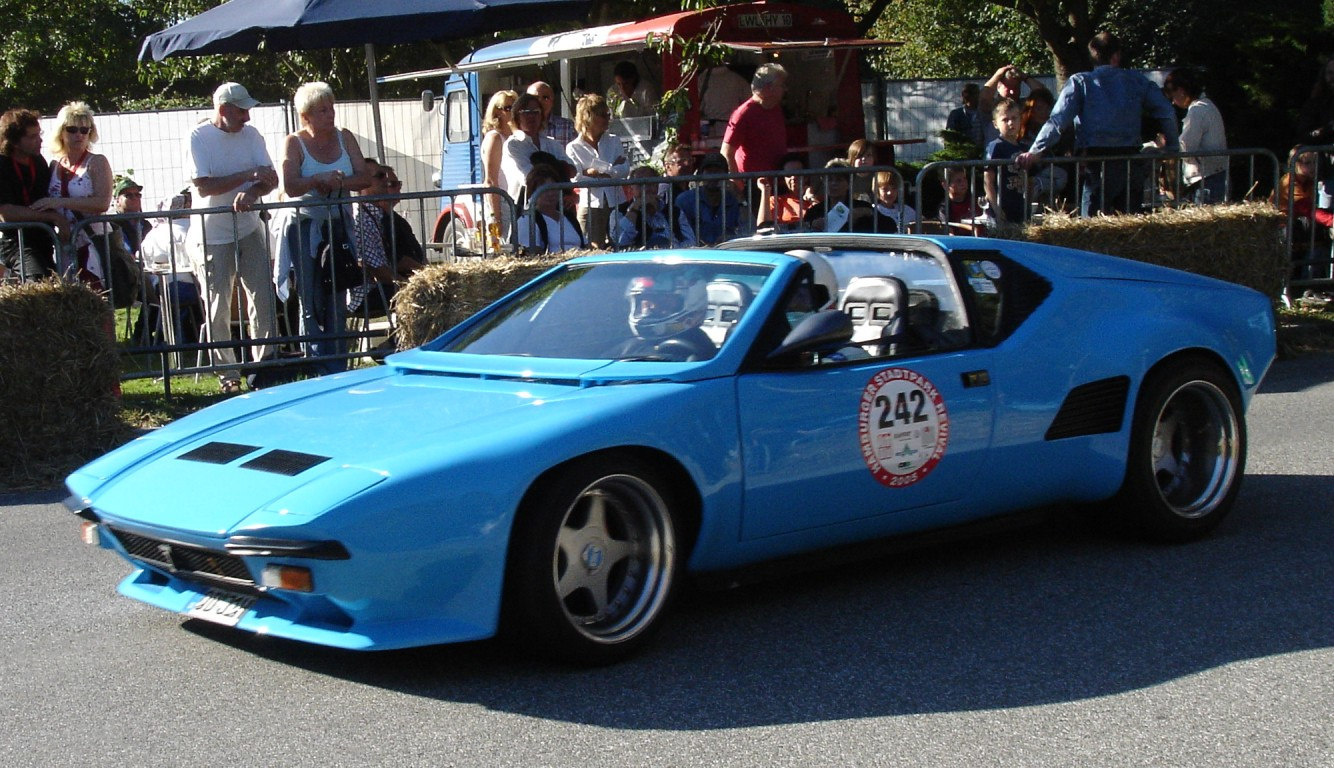
De Tomaso Pantera
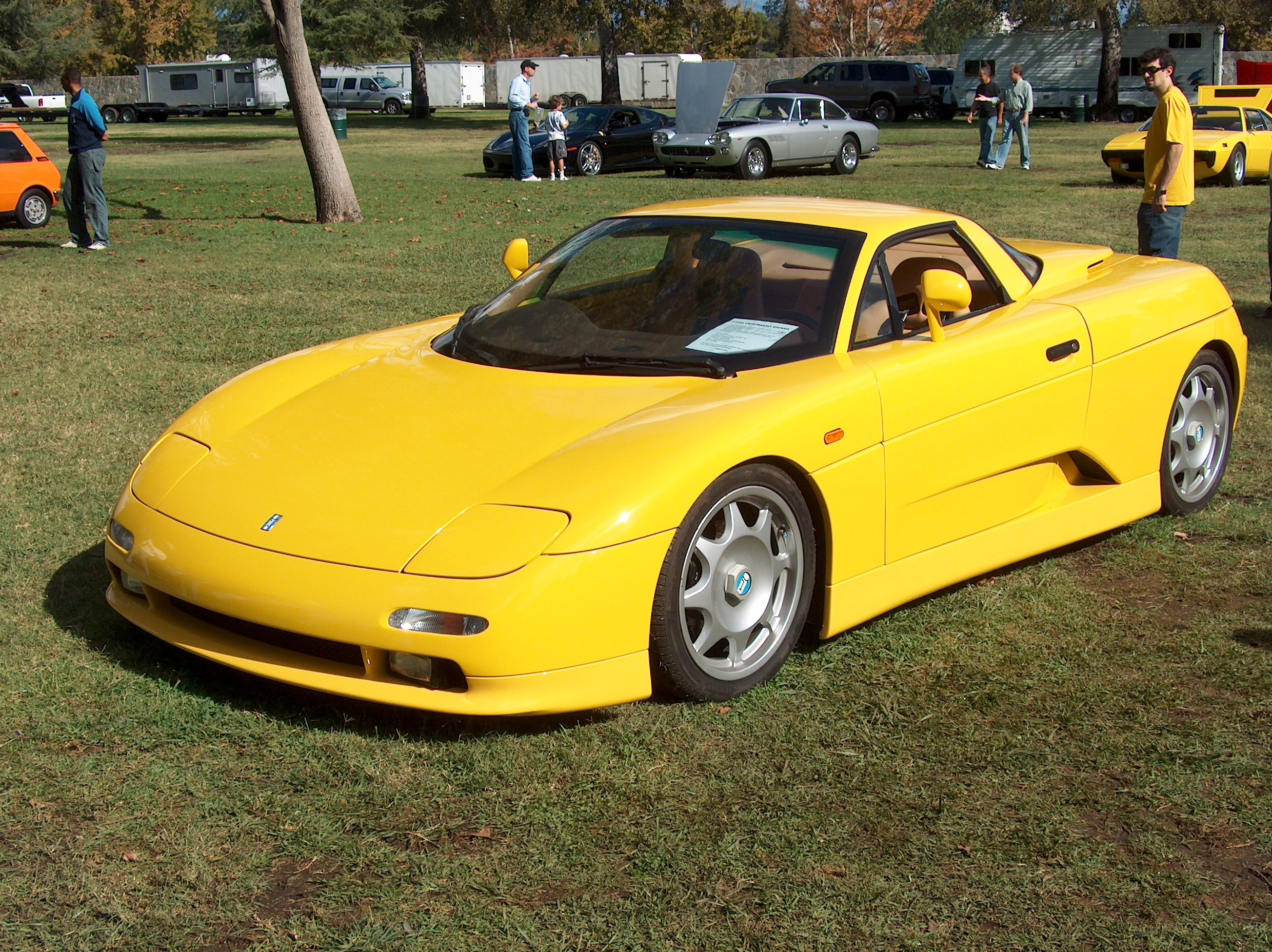
De Tomaso Guarà
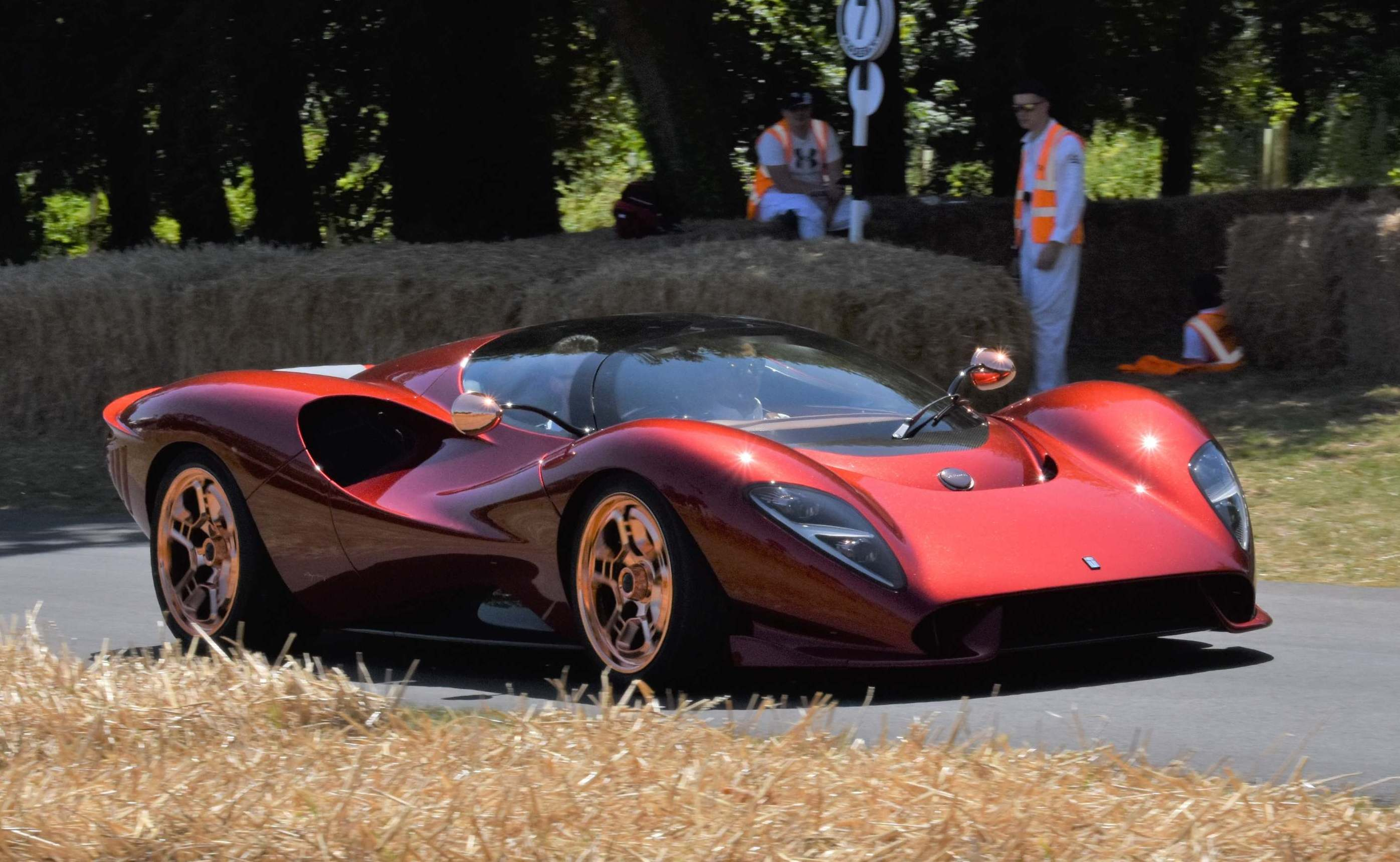
De Tomaso P72

## Liste des modèles de route
- Vallelunga : de 1963 à 1966, 59 exemplaires
- Mangusta : de 1966 à 1971, 402 exemplaires
- Pantera : de 1971 à 1996, 7260 exemplaires
- Deauville : de 1971 à 1988, 244 exemplaires
- Longchamp : de 1972 à 1989, 409 exemplaires (dont 14 décapotables)
- Guarà : de 1993 à 2004, environ 38 coupés, 10 barquettes et 2 ou 3 spiders (décapotables)
- P72 : Produite à partir de 2024, 72 exemplaires prévus

## Résultats en championnat du monde de Formule 1
| Saison | Écurie             | Châssis                    | Moteur                     | Pneus  | Pilotes                           | Grands Prix disputés     | Points inscrits | Classement |
| ------ | ------------------ | -------------------------- | -------------------------- | ------ | --------------------------------- | ------------------------ | --------------- | ---------- |
| 1961   | Isobele de Tomaso  | De Tomaso F1               | Alfa Romeo L4              | Dunlop | Roberto Bussinello                | 1 (1 abandon)            | 0               | Non classé |
| 1962   | Scuderia de Tomaso | De Tomaso F1 De Tomaso 801 | Alfa Romeo L4 De Tomaso F8 | Dunlop | Roberto Bussinello Nasif Estéfano | 0 (2 non-participations) | 0               | Non classé |
| 1963   | Scuderia de Tomaso | De Tomaso 801              | De Tomaso F8               | Dunlop | Nasif Estéfano                    | 0 (3 non-participations) | 0               | Non classé |

| Saison | Écurie                     | Châssis       | Moteur              | Pneus  | Pilotes                                 | Grands Prix disputés |
| ------ | -------------------------- | ------------- | ------------------- | ------ | --------------------------------------- | -------------------- |
| 1961   | Scuderia Serenissima       | De Tomaso F1  | Alfa Romeo O.S.C.A. | Dunlop | Giorgio Scarlatti Nino Vaccarella       | 2                    |
| 1961   | Scuderia Settecolli        | De Tomaso F1  | O.S.C.A.            | Dunlop | Roberto Lippi                           | 1                    |
| 1962   | Scuderia Settecolli        | De Tomaso F1  | O.S.C.A.            | Dunlop | Roberto Lippi                           | 1                    |
| 1963   | Scuderia Settecolli        | De Tomaso F1  | Ferrari             | Dunlop | Roberto Lippi                           | 1                    |
| 1970   | Frank Williams Racing Cars | De Tomaso 505 | Ford-Cosworth       | Dunlop | Piers Courage Brian Redman Tim Schenken | 11                   |